# فيليب هنت
فيليب هنت (بالإنجليزية: Phillip Hunt)‏ هو لاعب كرة قدم أمريكية أمريكي، ولد في 10 يناير 1986 في فورت وورث في الولايات المتحدة.

## وصلات خارجية
- فيليب هنت على موقع مرجع كرة القدم المحترفة.كوم (الإنجليزية)